# Lista monumentelor ocrotite de stat din raionul Călărași
Lista monumentelor din raionul Călărași cuprinde monumentele patrimoniului cultural din raionul Călărași înscrise în Registrul monumentelor Republicii Moldova ocrotite de stat.
Registrul monumentelor Republicii Moldova ocrotite de stat a fost aprobat prin Hotărârea Parlamentului nr. 1531-XII împreună cu Legea nr. 1530-XII privind ocrotirea monumentelor RM din 22 iunie 1993. În Monitorul Oficial nr. 1 din 1994 a fost publicată doar Legea, fără a include însă și Registrul, care a fost publicat mult mai târziu, la 2 februarie 2010. A nu se confunda cu Registrul arheologic național sau cel al monumentelor de for public, care sunt liste diferite ce vizează doar anumite compartimente ale patrimoniului cultural, întocmite în baza unor legi separate.
Lista completă este menținută și actualizată periodic de către Ministerul Culturii din Republica Moldova, dar înainte ca modificările să intre în vigoare acestea trebuie să fie aprobate de către Parlament. Această listă este menită să cuprindă și actualizările ulterioare.
| Nr. | Localizare                                                                                      | Denumire | Datare                       | Tip   | Însemnătate | Imagine                 | Erori             |
| --- | ----------------------------------------------------------------------------------------------- | --- | ---------------------------- | ----- | ----------- | ----------------------- | ----------------- |
| 160 | Călărași 47°15′14″N 28°18′15″E / 47.253942428944°N 28.304049094971°E                            | Biserica „Sf. Alexandru Nevski”                                                                              | 1885                         | At    | N           | galerie \| Încarcă foto | Raportează eroare |
| 161 | Călărași str. Alexandru cel Bun, 161 47°14′51″N 28°19′23″E / 47.24752554593°N 28.323142768984°E | Clădirea fostei sinagogi                                                                                     | sf. sec. XIX – înc. sec. XX  | Is At | N           | galerie \| Încarcă foto | Raportează eroare |
| 162 | Călărași 47°15′19″N 28°18′23″E / 47.255282428861°N 28.306480541262°E                            | Monument în memoria consătenilor căzuți în război (1941-1945)                                                |                              | Is    | L           | galerie \| Încarcă foto | Raportează eroare |
| 163 | Călărași                                                                                        | Mormânt la monumentul comun al ostașilor căzuți (10) în 1944                                                 |                              | Is    | L           | Încarcă foto            | Raportează eroare |
| 165 | Bahmut 47°19′20″N 28°06′54″E / 47.32231005387°N 28.115081764336°E                               | Biserica „Sf. Nicolae”                                                                                       | 1878                         | At    | N           | galerie \| Încarcă foto | Raportează eroare |
| 166 | Bahmut 47°19′22″N 28°06′47″E / 47.322722516482°N 28.112999621742°E                              | Conacul familiei Ciolac-Malski                                                                               | prima treime a sec. XIX      | Is At | N           | galerie \| Încarcă foto | Raportează eroare |
| 167 | Bahmut 47°19′15″N 28°06′34″E / 47.320942058104°N 28.109507241197°E                              | Monument la mormântul comun al ostașilor căzuți (8) în 1941-1945                                             |                              | Is    | L           | galerie \| Încarcă foto | Raportează eroare |
| 168 | Bravicea 47°21′44″N 28°26′05″E / 47.362163091958°N 28.434789377541°E                            | Biserica „Sf. Gheorghe”                                                                                      | sec. XIX                     | At    | N           | galerie \| Încarcă foto | Raportează eroare |
| 169 | Bravicea 47°21′46″N 28°26′27″E / 47.362679264094°N 28.44083102444°E                             | Monument la mormântul comun al ostașilor căzuți (287) în 1944 și în memoria consătenilor căzuți în 1941-1945 |                              | Is    | L           | galerie \| Încarcă foto | Raportează eroare |
| 170 | Buda 47°12′29″N 28°13′11″E / 47.208159868671°N 28.219608295868°E                                | Biserica „Sf. Treime”                                                                                        | 1887                         | At    | N           | Încarcă foto            | Raportează eroare |
| 171 | Buda                                                                                            | Monument în memoria consătenilor căzuți în război (1941-1945)                                                |                              | Is    | L           | Încarcă foto            | Raportează eroare |
| 172 | Căbăiești 47°12′51″N 28°08′55″E / 47.214305464601°N 28.148718610522°E                           | Biserica „Acoperământul Maicii Domnului”                                                                     | sf. sec. XIX                 | At    | N           | galerie \| Încarcă foto | Raportează eroare |
| 173 | Căbăiești                                                                                       | Monument în memoria consătenilor căzuți în 1941-1945                                                         |                              | Is    | L           | Încarcă foto            | Raportează eroare |
| 174 | Dereneu 47°22′46″N 28°14′58″E / 47.379378005981°N 28.24933530136°E                              | Biserica „Adormirea Maicii Domnului”                                                                         | 1827                         | At    | N           | galerie \| Încarcă foto | Raportează eroare |
| 175 | Dereneu 47°22′52″N 28°14′33″E / 47.381138736058°N 28.242559363483°E                             | Monument la mormântul comun al ostașilor căzuți (48) în 1941-1945                                            |                              | Is    | L           | galerie \| Încarcă foto | Raportează eroare |
| 176 | Frumoasa 47°19′40″N 28°23′31″E / 47.327789°N 28.391991°E                                        | Mănăstirea „Adormirea Maicii Domnului”                                                                       | 1804 – înc. sec. XX          | At    | N           | galerie \| Încarcă foto | Raportează eroare |
| 177 | Frumoasa                                                                                        | Sculptură populară. La cimitir                                                                               | sec. XIX – înc. sec. XX      | Ar    | L           | Încarcă foto            | Raportează eroare |
| 178 | Hirova 47°24′45″N 28°16′39″E / 47.412488651343°N 28.277587317479°E                              | Biserica „Sf. Nicolae”                                                                                       | 1890                         | At    | N           | galerie \| Încarcă foto | Raportează eroare |
| 179 | Hirova 47°24′43″N 28°16′54″E / 47.412040521727°N 28.281708735091°E                              | Monument la mormântul comun al ostașilor căzuți (144) în război (1941-1945)                                  |                              | Is    | L           | galerie \| Încarcă foto | Raportează eroare |
| 180 | Hîrbovăț                                                                                        | Clădirea fostei școli primare                                                                                | anii 1920-1930               | At    | N           | Încarcă foto            | Raportează eroare |
| 181 | Hîrbovăț 47°20′02″N 28°18′39″E / 47.333777777778°N 28.31075°E                                   | Mănăstirea „Adormirea Maicii Domnului”                                                                       | sec. XIII – înc. sec. XX     | At    | N           | galerie \| Încarcă foto | Raportează eroare |
| 182 | Hîrjauca 47°19′07″N 28°14′16″E / 47.318659°N 28.237697°E                                        | Mănăstirea „Înălțarea Domnului”                                                                              | 1770 – înc. sec. XX          | At    | N           | galerie \| Încarcă foto | Raportează eroare |
| 182 | Hîrjauca 47°19′51″N 28°13′27″E / 47.33092135825°N 28.224260780268°E                             | Monument comemorativ de război (1941-1945)                                                                   |                              | Is    | L           | Încarcă foto            | Raportează eroare |
| 183 | Hoginești 47°22′21″N 28°19′14″E / 47.372476941422°N 28.320467210319°E                           | Biserica de lemn „Sf. Cuvioasă Paraschiva”                                                                   | 1888                         | At    | N           | galerie \| Încarcă foto | Raportează eroare |
| 184 | Horodiște 47°12′47″N 28°15′28″E / 47.213089556°N 28.257820028°E                                 | Biserica de lemn „Sf. Nicolae”                                                                               | sf. sec. XVII                | At    | N           | galerie \| Încarcă foto | Raportează eroare |
| 186 | Horodiște 47°12′34″N 28°15′12″E / 47.209477064117°N 28.253355734343°E                           | Monument la mormântul comun al ostașilor căzuți (98) în 1941-1945                                            |                              | Is Ar | L           | Încarcă foto            | Raportează eroare |
| 187 | Horodiște                                                                                       | Sculptură populară. La cimitir                                                                               |                              | Ar    | L           | Încarcă foto            | Raportează eroare |
| 188 | Meleșeni 47°22′29″N 28°23′28″E / 47.374664311703°N 28.391048543816°E                            | Biserica „Înălțarea Domnului”                                                                                | 1891                         | At    | N           | galerie \| Încarcă foto | Raportează eroare |
| 190 | Mîndra 47°19′21″N 28°15′51″E / 47.322524247691°N 28.264189698729°E                              | Biserica de lemn „Sf. Dumitru”                                                                               | 1927                         | At Ar | N           | galerie \| Încarcă foto | Raportează eroare |
| 191 | Nișcani 47°16′12″N 28°20′50″E / 47.269900529701°N 28.347337121471°E                             | Biserica „Sf. Cuvioasă Paraschiva”                                                                           | 1905                         | At    | N           | galerie \| Încarcă foto | Raportează eroare |
| 192 | Nișcani                                                                                         | Casa Anastasiei Elisei                                                                                       | 1933                         | Ap    | N           | Încarcă foto            | Raportează eroare |
| 193 | Novaci 47°14′24″N 28°15′32″E / 47.239938904098°N 28.25890284705°E                               | Biserica „Sf. Gheorghe”                                                                                      | 1846                         | At    | N           | galerie \| Încarcă foto | Raportează eroare |
| 194 | Onișcani 47°21′58″N 28°17′11″E / 47.366032615987°N 28.28648602971°E                             | Biserica „Sf. Arhanghel Mihail”                                                                              | 1911                         | At    | N           | galerie \| Încarcă foto | Raportează eroare |
| 195 | Onișcani 47°21′56″N 28°17′07″E / 47.365598788355°N 28.28538732982°E                             | Monument în memoria consătenilor căzuți în război                                                            |                              | Is    | L           | galerie \| Încarcă foto | Raportează eroare |
| 197 | Palanca 47°19′47″N 28°12′28″E / 47.329776611111°N 28.207811361111°E                             | Biserica de lemn „Acoperământul Maicii Domnului”                                                             | 1847                         | At    | N           | galerie \| Încarcă foto | Raportează eroare |
| 198 | Păulești 47°16′06″N 28°22′38″E / 47.268466777455°N 28.377164534738°E                            | Biserica de lemn „Sf. Nicolae” și monumentele funerare ale proprietarilor Goilov                             | 1887                         | Ar At | N           | galerie \| Încarcă foto | Raportează eroare |
| 199 | Păulești 47°16′11″N 28°22′24″E / 47.269759031618°N 28.373224123178°E                            | Clădirea fostului spital                                                                                     | înc. sec. XX                 | Is    | L           | galerie \| Încarcă foto | Raportează eroare |
| 200 | Păulești 47°15′24″N 28°23′04″E / 47.256685°N 28.384359°E                                        | Conac cu parc al lui Dinu Ruso                                                                               | înc. sec. XIX – înc. sec. XX | Is At | N           | galerie \| Încarcă foto | Raportează eroare |
| 201 | Peticeni 47°14′07″N 28°12′28″E / 47.235148876819°N 28.207731512826°E                            | Biserica „Sf. Dumitru”                                                                                       | sec. XIX                     | At    | N           | Încarcă foto            | Raportează eroare |
| 202 | Peticeni                                                                                        | Clădirea fostei școli primare a Zemstvei                                                                     | înc. sec. XX                 | Is At | N           | Încarcă foto            | Raportează eroare |
| 203 | Peticeni                                                                                        | Clădirea fostului spital al Zemstvei                                                                         | sf. sec. XX                  | Is At | N           | Încarcă foto            | Raportează eroare |
| 204 | Pitușca 47°14′15″N 28°25′06″E / 47.237362171118°N 28.418257954519°E                             | Biserica „Sf. Arhangheli Mihail și Gavriil”                                                                  | 1842                         | At    | N           | galerie \| Încarcă foto | Raportează eroare |
| 205 | Pitușca                                                                                         | Casă de locuit cu prăvălie                                                                                   | sf. sec. XIX                 | Is At | N           | Încarcă foto            | Raportează eroare |
| 206 | Pitușca 47°14′05″N 28°25′18″E / 47.234684617092°N 28.421761054097°E                             | Monument la mormântul comun al ostașilor căzuți (94) în 1944 și în memoria consătenilor căzuți în 1941-1945  |                              | Is    | L           | galerie \| Încarcă foto | Raportează eroare |
| 207 | Pitușca 47°14′24″N 28°24′59″E / 47.2398920324°N 28.4164574743°E                                 | Sculptură populară. La cimitir                                                                               |                              | Ar    | L           | galerie \| Încarcă foto | Raportează eroare |
| 209 | Pîrjolteni 47°11′52″N 28°14′33″E / 47.197796428523°N 28.242603350271°E                          | Biserica „Sf. Nicolae”                                                                                       | 1897                         | At    | N           | Încarcă foto            | Raportează eroare |
| 210 | Pîrjolteni 47°12′10″N 28°14′46″E / 47.202766152668°N 28.246194752259°E                          | Clădirea fostei școli primare                                                                                | 1874                         | Is At | N           | Încarcă foto            | Raportează eroare |
| 211 | Pîrjolteni                                                                                      | Clădirea fostului spital al Zemstvei                                                                         | 1888-1890                    | Is At | N           | Încarcă foto            | Raportează eroare |
| 212 | Pîrjolteni                                                                                      | Monument în memoria consătenilor căzuți în război (1914-1918). La cimitir                                    |                              | Is Ar | L           | Încarcă foto            | Raportează eroare |
| 214 | Răciula 47°18′27″N 28°21′24″E / 47.307528°N 28.356646°E                                         | Mănăstirea „Nașterea Maicii Domnului”                                                                        | 1797 – jum. II a sec. XIX    | At    | N           | galerie \| Încarcă foto | Raportează eroare |
| 215 | Rădeni 47°23′46″N 28°12′39″E / 47.396054800891°N 28.210842642952°E                              | Biserica „Adormirea Maicii Domnului”                                                                         | 1874                         | At    | N           | galerie \| Încarcă foto | Raportează eroare |
| 216 | Rădeni                                                                                          | Casa lui Gh. Norocea                                                                                         | mijl. sec. XIX               | At    | N           | Încarcă foto            | Raportează eroare |
| 217 | Rădeni 47°23′48″N 28°12′40″E / 47.396541929067°N 28.211227089991°E                              | Monument la mormântul comun al ostașilor căzuți (29) în 1944 și în memoria consătenilor căzuți în 1941-1945  |                              | Is    | L           | galerie \| Încarcă foto | Raportează eroare |
| 218 | Sadova 47°11′31″N 28°21′11″E / 47.191892463898°N 28.353033389095°E                              | Biserica „Sf. Nicolae”                                                                                       | 1899                         | At    | N           | galerie \| Încarcă foto | Raportează eroare |
| 219 | Sadova                                                                                          | Casă de locuit                                                                                               | 1930                         | Ap    | N           | Încarcă foto            | Raportează eroare |
| 220 | Sadova                                                                                          | Clădirea fostei școli primare                                                                                | 1905                         | At    | N           | Încarcă foto            | Raportează eroare |
| 221 | Sadova                                                                                          | Monument în memoria consătenilor căzuți în 1941-1945                                                         |                              | Is    | L           | Încarcă foto            | Raportează eroare |
| 222 | Sadova                                                                                          | Mormântul comun al ostașilor căzuți (103) în 1944                                                            |                              | Is    | L           | Încarcă foto            | Raportează eroare |
| 223 | Săseni 47°22′05″N 28°30′05″E / 47.367969335511°N 28.501307964806°E                              | Biserica „Acoperământul Maicii Domnului”                                                                     | 1865                         | At    | N           | Încarcă foto            | Raportează eroare |
| 224 | Săseni 47°22′09″N 28°29′51″E / 47.369287°N 28.497503°E                                          | Monument la mormântul partizanilor căzuți în 1944                                                            |                              | Is    | N           | Încarcă foto            | Raportează eroare |
| 225 | Săseni                                                                                          | Mormântul comun al ostașilor căzuți (102) în 1944                                                            |                              | Is    | L           | Încarcă foto            | Raportează eroare |
| 226 | Seliștea Nouă 47°13′36″N 28°18′38″E / 47.226587695016°N 28.310457565457°E                       | Biserica „Acoperământul Maicii Domnului”                                                                     | 1820                         | At    | N           | Încarcă foto            | Raportează eroare |
| 228 | Sipoteni 47°16′51″N 28°11′28″E / 47.280960931871°N 28.191140777619°E                            | Biserica „Sf. Cuvioasă Paraschiva”                                                                           | 1862                         | At    | N           | galerie \| Încarcă foto | Raportează eroare |
| 230 | Sipoteni 47°17′01″N 28°11′31″E / 47.28350682072°N 28.191950916266°E                             | Moara cu aburi                                                                                               | 1990                         | Is    | N           | galerie \| Încarcă foto | Raportează eroare |
| 231 | Sipoteni 47°16′47″N 28°12′04″E / 47.279594619843°N 28.201133710522°E                            | Monument în memoria consătenilor căzuți în război (1941-1945)                                                |                              | Is    | L           | galerie \| Încarcă foto | Raportează eroare |
| 232 | Sipoteni                                                                                        | Monument la mormântul comun al ostașilor căzuți (68) în 1944                                                 |                              | Is    | L           | Încarcă foto            | Raportează eroare |
| 234 | Sipoteni                                                                                        | Biserica „Sf. Nicolae”                                                                                       | 1911                         | At    | N           | Încarcă foto            | Raportează eroare |
| 235 | Țibirica 47°22′16″N 28°22′11″E / 47.371216480931°N 28.369583581588°E                            | Biserica „Sf. Nicolae”                                                                                       | 1811                         | At    | N           | galerie \| Încarcă foto | Raportează eroare |
| 237 | Vălcineț 47°16′14″N 28°07′37″E / 47.270646195691°N 28.12695241012°E                             | Biserica „Sf. Nicolae”                                                                                       | 1819                         | At    | N           | galerie \| Încarcă foto | Raportează eroare |
| 238 | Vălcineț 47°16′01″N 28°07′49″E / 47.26705268572°N 28.130376803525°E                             | Monument în memoria consătenilor căzuți în război în 1941-1945                                               |                              | Is    | N           | galerie \| Încarcă foto | Raportează eroare |
| 239 | Vălcineț 47°16′23″N 28°07′32″E / 47.272922040004°N 28.12564956112°E                             | Sculptură populară. La cimitir                                                                               |                              | Ar    | L           | galerie \| Încarcă foto | Raportează eroare |